# سوزانا الوز
سوزانا الوز (مواليد 1991 في أوكرانيا)، هي مغنية وممثلة سورية، حاصلة على اجازة في الغناء الأوبرالي من المعهد العالي للموسيقى 2013/2014 وشاركت بالعديد من ورشات العمل في سورية وموسكو وإيطاليا ولبنان إضافة إلى مشاركتها في كورال المعهد العالي للموسيقا والعديد من حفلات الأوبرا في المركز الثقافي الروسي وغيرها تؤدي شخصية رولا في مسلسل «الواق واق» إخراج الليث حجو.